# Sint-Laurentiuskerk (Molenbeek-Wersbeek)

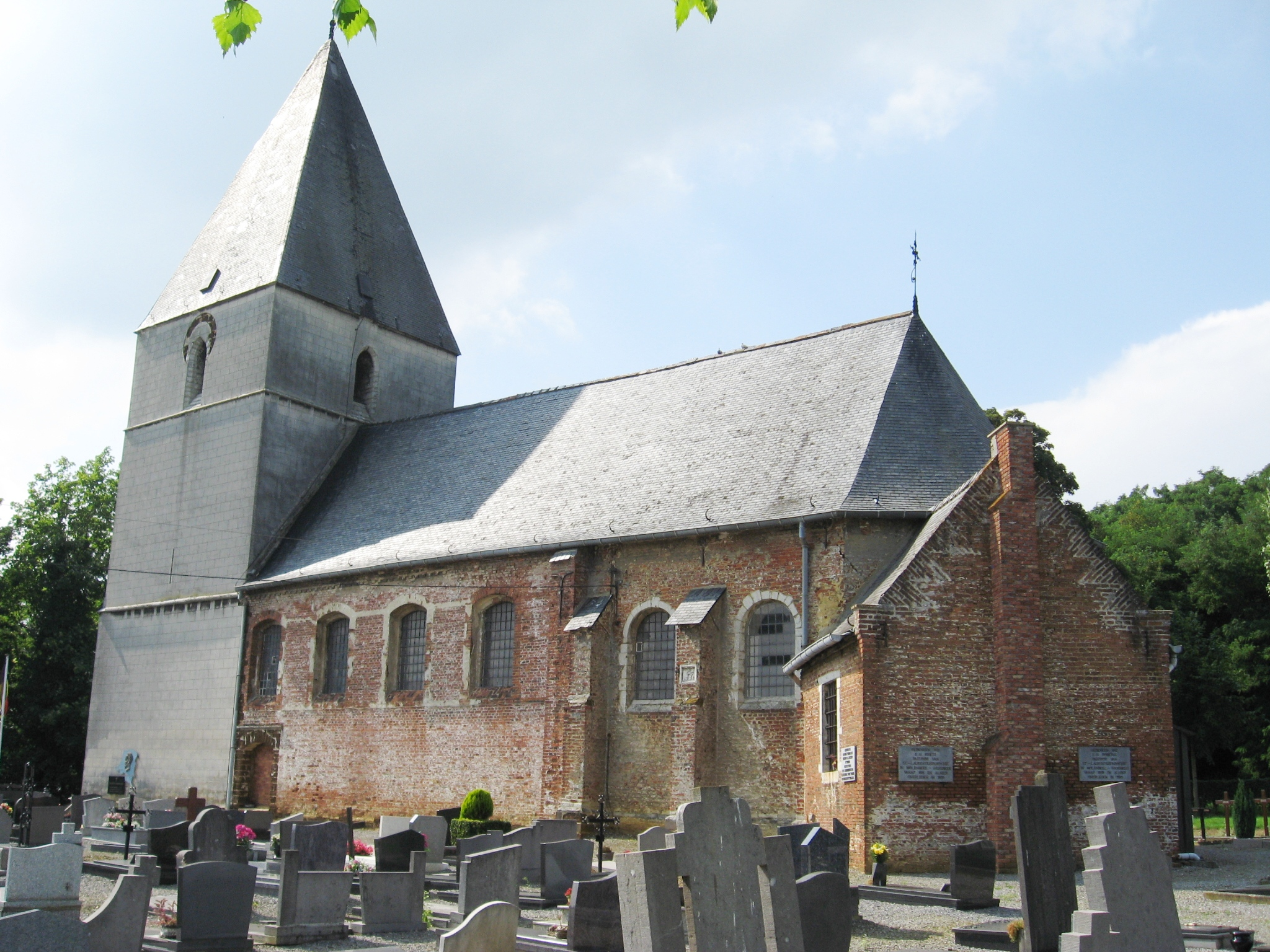
Sint-Laurentiuskerk

De Sint-Laurentiuskerk is de parochiekerk van de tot de Vlaams-Brabantse gemeente Bekkevoort behorende plaats Molenbeek, gelegen aan de Kerkstraat.

## Gebouw
De georiënteerde kerk heeft een gotische westtoren, een kerkschip met een lage noordelijke zijbeuk en een driezijdig afgesloten koor.
De 14e-eeuwse toren is opgetrokken in zandsteen en heeft een portaal van 1761. Het gotisch kerkschip werd gebouwd in midden 13e eeuw. De noordwand is van ijzerzandsteen. Midden 18e eeuw werd de zuidwand herbouwd in baksteen, nadat de zuidelijke zijbeuk gesloopt werd, terwijl in dezelfde tijd het kerkschip voorzien werd van stucwerk in Lodewijk XVI-stijl.
Het koor werd omstreeks 1648 gebouwd in laatgotische stijl. Het werd opgetrokken in baksteen en zandsteen. Ook hier werden in de 18e eeuw het stucwerk en de vensters aangepast.
De sacristie is gebouwd in de 2e helft van de 17e eeuw.

## Interieur
In de noordelijke zijmuur is een gebeeldhouwd hoofd aangebracht dat mogelijk van een oud doopvont afkomstig is. De 18e-eeuse lambrisering is in classicistische stijl.